# زهرة السعدان المفغرة
دندل أشدق أو زهرة السعدان المفغرة (الاسم العلمي:Mimulus ringens) هي نوع من النباتات يتبع جنس زهرة السعدان من الفصيلة الفريمة.